# Lijst van nummer 1-hits in de Nederlandse iTunes Top 30 in 2011
Deze hits stonden in 2011 op nummer 1 in de Nederlandse iTunes Top 30:
| Nummer | Datum        | Artiest                       | Titel                                |
| ------ | ------------ | ----------------------------- | ------------------------------------ |
|        | 1 januari    | geen iTunes Top 30 verschenen | geen iTunes Top 30 verschenen        |
| 11     | 8 januari    | Martin Solveig & Dragonette   | Hello                                |
| 9      | 15 januari   | Adele                         | Rolling in the deep                  |
| 12     | 22 januari   | Ben Saunders                  | Kill for a broken heart              |
| 9      | 29 januari   | Adele                         | Rolling in the deep                  |
|        | 5 februari   | Adele                         | Rolling in the deep                  |
|        | 12 februari  | Adele                         | Rolling in the deep                  |
| 13     | 19 februari  | Lady Gaga                     | Born this way                        |
| 9      | 26 februari  | Adele                         | Rolling in the deep                  |
|        | 5 maart      | Adele                         | Rolling in the deep                  |
|        | 12 maart     | Adele                         | Rolling in the deep                  |
| 14     | 19 maart     | Adele                         | Set fire to the rain                 |
|        | 26 maart     | Adele                         | Set fire to the rain                 |
| 15     | 2 april      | Alexis Jordan                 | Happiness                            |
| 16     | 9 april      | Glennis Grace                 | Afscheid                             |
|        | 16 april     | Glennis Grace                 | Afscheid                             |
| 15     | 23 april     | Alexis Jordan                 | Happiness                            |
|        | 30 april     | Alexis Jordan                 | Happiness                            |
|        | 7 mei        | Alexis Jordan                 | Happiness                            |
|        | 14 mei       | Alexis Jordan                 | Happiness                            |
|        | 21 mei       | Alexis Jordan                 | Happiness                            |
|        | 28 mei       | Alexis Jordan                 | Happiness                            |
|        | 4 juni       | Alexis Jordan                 | Happiness                            |
| 17     | 11 juni      | Coldplay                      | Every teardrop is a waterfall        |
| 18     | 18 juni      | Rochelle                      | No air                               |
| 19     | 25 juni      | Sak Noel                      | Loca people (la gente esta muy loka) |
|        | 2 juli       | Sak Noel                      | Loca people (la gente esta muy loka) |
|        | 9 juli       | Sak Noel                      | Loca people (la gente esta muy loka) |
| 20     | 16 juli      | Don Omar & Lucenzo            | Danza kuduro                         |
|        | 23 juli      | Don Omar & Lucenzo            | Danza kuduro                         |
|        | 30 juli      | Don Omar & Lucenzo            | Danza kuduro                         |
|        | 6 augustus   | Don Omar & Lucenzo            | Danza kuduro                         |
|        | 13 augustus  | Don Omar & Lucenzo            | Danza kuduro                         |
|        | 20 augustus  | Don Omar & Lucenzo            | Danza kuduro                         |
| 21     | 27 augustus  | Nick & Thomas                 | Sterker nu dan ooit                  |
|        | 3 september  | Nick & Thomas                 | Sterker nu dan ooit                  |
| 22     | 10 september | Gotye & Kimbra                | Somebody that I used to know         |
| 23     | 17 september | Coldplay                      | Paradise                             |
| 22     | 24 september | Gotye & Kimbra                | Somebody that I used to know         |
| 24     | 1 oktober    | The voice of Holland          | One thousand voices                  |
| 22     | 8 oktober    | Gotye & Kimbra                | Somebody that I used to know         |
|        | 15 oktober   | Gotye & Kimbra                | Somebody that I used to know         |
|        | 22 oktober   | Gotye & Kimbra                | Somebody that I used to know         |
| 25     | 29 oktober   | Gers Pardoel                  | Ik neem je mee                       |
| 22     | 5 november   | Gotye & Kimbra                | Somebody that I used to know         |
| 25     | 12 november  | Gers Pardoel                  | Ik neem je mee                       |
| 22     | 19 november  | Gotye & Kimbra                | Somebody that I used to know         |
|        | 26 november  | Gotye & Kimbra                | Somebody that I used to know         |
| 26     | 3 december   | Birdy                         | Skinny love                          |
| 25     | 10 december  | Gers Pardoel                  | Ik neem je mee                       |
|        | 17 december  | Gers Pardoel                  | Ik neem je mee                       |
| 27     | 24 december  | Sandro Silva & Quintino       | Epic                                 |
| 28     | 31 december  | Studio Killers                | Ode to the bouncer                   |

Nummer 1-hits per jaar:
2010 ·
2011 ·
2012 ·
2013 ·
2014 ·
2015
- Nederland (Top 40)
- Nederland (Single Top 100)
- Nederland (3FM Mega Top 50)
- Nederland (iTunes Top 30)
- Nederland (Kink 40)
- Vlaanderen (Radio 2 Top 30)
- Vlaanderen (Ultratop 50)
- Vlaanderen (Top 30 van Ultratop)
- Vlaanderen (De Afrekening)
- Wallonië
- Australië
- Canada
- Denemarken
- Duitsland
- Finland
- Frankrijk
- Ierland
- Italië
- Luxemburg
- Nieuw-Zeeland
- Noorwegen
- Oostenrijk
- Polen
- Portugal
- Spanje
- Verenigd Koninkrijk
- Verenigde Staten (Hot 100)
- Zweden
- Zwitserland